# Setophaga discolor
La reinita galana (Setophaga discolor), también denominada chipe galán o de pradera, cigüita de los prados y mariposa galana, es una especie de ave paseriforme de la familia Parulidae que cría en el oriente de América del Norte y pasa el invierno en el Caribe.

## Descripción
Los adultos miden entre 12 y 13 cm en promedio del pico a la cola. Hay un ligero dimorfismo sexual. La especie se distingue por el patrón facial de los adultos: cara amarilla, con dos rayas oscuras (negras en el macho, pardas en la hembra) una atravesando el ojo y una bigotera curvada hacia arriba. 
En los machos las partes dorsales y la zona auricular son verde olivo; la cola y las alas son más oscuras, y en estas últimas hay dos rayas color amarillo limón. La garganta y las partes ventrales son amarillas, con negro en los flancos. En la espalda hay algunas manchas castañas, visibles de cerca.
La hembra es similar al macho, pero de coloración más opaca; en la espalda no hay manchas o son escasas.
Los individuos inmaduros también son más opacos que las hembras, y la zona auricular es gris azulada.

## Distribución
Anida en el oriente de América del Norte, desde el extremo sur de Canadá (sur de Ontario) hasta la zona norte del Golfo de México. En otoño migra al sur, para invernar en Florida, las Antillas (desde Bahamas hasta Puerto Rico) y en la costa caribeña del continente, desde la península de Yucatán hasta Nicaragua.

## Hábitat
Habita en bosques abiertos con arbustos; también en campos de cultivo y en zonas abiertas. Durante la migración prefiere zonas arbustivas.
Cuando está posado, balancea rápidamente la cola, de modo similar al chipe playero (D. palmarum).